# Randy Oosting
Randy Oosting, (Dordrecht, 8 februari 1999) is een Nederlands korfballer. Oosting werd met PKC in 2021 en 2025 Nederlands kampioen in de Korfbal League. Hij won 2 maal de prijs van Mooiste Goal van het Jaar.

## Spelerscarrière
Oosting begon met korfbal bij SC Movado uit Dordrecht.

### Deetos
In 2010 stapte Oosting, op 11-jarige leeftijd, over naar het grotere DeetosSnel. Deze club had een grotere jeugdopleiding en Oosting wilde op het hoogste niveau spelen.
Oosting kwam in de A1 jeugd en in 2017 maakte hij de overstap naar de seniorenselectie die onder leiding stond van coach Gert-Jan Kraaijeveld. In dit seizoen 2017-2018 begon Oosting in het 2e team, maar verwierf hij een basisplaats in het 1e team. Zo deed Deetos goede zaken in de Hoofdklasse, door de play-offs te halen. Deetos won in de best-of-3 serie van AW.DTV en plaatste zich zodoende voor de Hoofdklasse Finale, een wedstrijd die bij winst promotie naar de Korfbal League bewerkstelligt. In de finale versloeg Deetos tegenstander Dalto met 26-25, waardoor Deetos promotie maakte. Ook maakte de ploeg op het veld promotie en promoveerde naar de Ereklasse.
Zodoende speelde Deetos in seizoen 2018-2019 zowel op het veld als in de zaal in de hoogste competitie. Oosting maakte hierdoor zijn debuut in de Korfbal League. Hij kon echter niet voorkomen dat Deetos in de zaal uit de League degradeerde. Op het veld handhaafde de ploeg zich ternauwernood.

### PKC
In 2019 stapte Oosting over van Deetos naar PKC uit Papendrecht. De ploeg, onder leiding van coach Daniël Hulzebosch stond in 2019 nog in de zaalfinale en in het offseason vertrokken een aantal spelers, zoals Danny den Dunnen en Mabel Havelaar. Hierdoor kwam er wat ruimte in de heren-selectie.
In zijn eerste seizoen bij PKC, 2019-2020 won PKC alle 5 veldwedstrijden voordat ze de zaal in gingen. In de Korfbal League stond de ploeg na 17 wedstrijden bovenaan de ranglijst met 26 punten. De ploeg was ondertussen al geplaatst voor de play-offs, maar vanwege COVID-19 werd het seizoen niet uitgespeeld. Ondanks dat dit een teleurstelling was, was er individueel succes voor Oosting. Zo speelde hij in 15 wedstrijden en maakte hij 38 goals, waaronder een goal tegen Tempo , een goal die uiterlijk werd verkozen tot Mannelijk Doelpunt van het Jaar. Zijn goal kreeg 69% van de stemmen.
In 2020-2021 kreeg PKC een nieuw coachingsduo, namelijk Wim Scholtmeijer (voormalig bondscoach) en Jennifer Tromp. Vanwege COVID-19 begon de competitie iets later dan normaal en om de planning passend te maken, werd de Korfbal League in 2 poules opgedeeld. PKC werd na de reguliere competitie ongeslagen 1e in Poule A, waardoor het zichzelf plaatste voor de play-offs. In de eerste play-off ronde versloeg PKC in 2 wedstrijden DVO. In de tweede play-off ronde trad PKC aan tegen TOP. TOP won de eerste wedstrijd en PKC de tweede, waardoor er een derde en belissende wedstrijd gespeeld moest worden. In deze beslissingswedstrijd won PKC overtuigend met 29-19, waardoor PKC zich plaatste voor de zaalfinale. In de zaalfinale, die weer in Ahoy werd gespeeld, trof PKC Fortuna. Hierdoor werd de finale van 2021 een herhaling van de finale van 2019. PKC won de finale met 22-18, waardoor het sinds 2015 weer Nederlands zaalkampioen was.

### KCC
In juni 2021 maakte Oosting bekend over te stappen naar KCC.
In seizoen 2021-2022 begon KCC in de eerste competitiefase in Poule A. Na 10 wedstrijden had KCC slechts 8 punten. Hierdoor moest KCC de competitie vervolgen in de zogenoemde degradatiepoule. Hierna wist KCC zich te handhaven in de league.
Wel was er individueel succes voor Oosting in dit seizoen - zijn goal tegen Dalto werd verkozen tot Mooiste Goal van het Jaar. Dit was de tweede keer in zijn carrière dat Oosting deze prijs won.
In seizoen 2022-2023 beleefde KCC een goed seizoen. Zo wisten ze in de zaalcompetitie te winnen van DVO en speelden ze gelijk tegen PKC en Fortuna. Na de reguliere competitie had de ploeg 15 punten uit 18 wedstrijden verzameld. Dit was goed voor de 7e plek, wat ruim voldoende was voor handhaving.
Seizoen 2023-2024 werd het laatste seizoen voor Oosting bij KCC. In dit seizoen had de ploeg het lastig.
In de zaalcompetitie werd de ploeg 9e, waardoor het niet direct handhaafde in de Korfbal League.

### Return bij PKC
Oosting keerde voor seizoen 2024-2025 terug bij PKC. 

### Return bij Deetos
Na 1 seizoen terug bij PKC sloot Oosting zich voor seizoen 2025-2026 zich terug aan bij Deetos. 

## Erelijst
- Doelpunt van het Jaar, 2x (2020, 2022)
- Korfbal League kampioen, 2x (2021, 2025)

## Oranje
Oosting werd geselecteerd voor Jong Oranje en speelde als jeugdinternational mee op het EK 2019 (onder 21 jaar). Hier won hij een gouden plak.